# 肯特音乐报告
肯特音乐报告（英語：Kent Music Report）是澳大利亚的一个每周发布的单曲和专辑排行榜，由音乐历史学家大卫·肯特于1974年5月到1999年1月期间编排。榜单在1987年7月更名为澳洲音乐报告（Australian Music Report；缩写为) 。自1983年年中开始，澳大利亚唱片业协会开始使用该榜单的前50名。直到1988年6月，该协会开始发布自己的榜单。

## 延伸阅读
- David Kent. . Australian Chart Book, St Ives, N.S.W. 1993. ISBN 0-646-11917-6.
- David Kent. . Australian Chart Book Pty Ltd, Turramurra, N.S.W. 2005. ISBN 0-646-44439-5.
- David Kent. . Australian Chart Book Pty Ltd, Turramurra, N.S.W. 2006. ISBN 0-646-45889-2.